# بنك الاستثمار الأوروبي
بنك الاستثمار الأوروبي (بالإنجليزية: European Investment Bank)‏ هو مؤسسة للإقراض غير ربحية في الاتحاد الأوروبي وأسس في عام 1958 تحت اتفاقية روما كبنك يدار بعقد يكون فيه المساهمون هم الدول الأعضاء في الاتحاد الأوروبي ، يستخدم البنك العمليات التمويلية ليُحدث التكامل الأوروبي والتماسك الاجتماعي. ولا تخطئ بينه وبين البنك المركزي الأوروبي.
يعتبر البنك الاستثمار الأوروبي من المؤسسات المالية الدولية ومساهموه هم الدول الأعضاء في الاتحاد الأوروبي. وبالتالي فإن الأعضاء هم من يحدد أهداف السياسة العامة للبنك ويشرف عليه شخصان مستقلان هما الحاكم العام والمدير العام.
ويعتبر هذا البنك أحد أضخم المؤسسات العامة للإقراض .

## تاريخ
أقيم البنك الاستثمار الأوروبي في بروكسل في 1958 بعدما طبقت اتفاقية روما. تم نقله إلى مكانه الحالي في لوكسمبورغ في عام 1968. وبحلول عام 1999، أصبح يملك أكثر من 1000 عضو، وهذا الرقم تضاعف تقريبا بحلول عام 2012، عندما تأسس البنك كان لديه 66 موظف.
تأسست مجموعة بنك الاستثمار الأوروبي، والتي تضم البنك مع صندوق الاستثمار الأوروبي (بالإنجليزية: European Investment Fund)‏ ، يقدم ذراع رأس المال الاستثماري في الاتحاد الأوروبي الموارد المالية والضمانات للشركات الصغيرة والمتوسطة. يمتلك بنك الاستثمار الأوروبي أكثرية الأسهم في صندوق الاستثمار الأوروبي بنسبة 62% من أسهمه. في عام 2012، تكونت مؤسسة الاستثمار الأوروبي، وبهدف تعزيز المبادرات الأوروبية للصالح العام في الدول الأعضاء في الاتحاد الأوروبي والبلدان المرشحة والبلدان الممكن ترشيحها، بالإضافة إلى رابطة التجارة الحرة الأوروبية.
وصل رأس المال المكتتب الكلي للبنك إلى 232 مليار يورو في عام 2012. وتضاعف رأس المال فعلياً للبنك مابين 2007 و2009 استجابة للأزمات.

## المهمة
باعتباره بنك الاتحاد الأوروبي، مهمة بنك الاستثمار الأوروبي هي صنع فروقات في مستقبل أوروبا وشركائها من خلال دعم الاستثمارات الصحيحة والتي تؤيد أهداف سياسة الاتحاد الأوروبي.
بالرغم من أن 90% من المشاريع الممولة من بنك الاستثمار الأوروبي تمت في الدول الأعضاء للاتحاد الأوروبي، إلا أن البنك يستثمر في مشاريع لحوالي 150 دولة مثل دول جنوب شرق أوروبا، بلدان البحر المتوسط، أفريقيا والكاريبي ومجموعة دول المحيط الهادئ، دول الآسيوية وأمريكا اللاتينية، أعضاء الشراكة الشرقية وروسيا.
بحسب بنك الاستثمار الأوروبي، فهو يعمل ليدعم الأساس المالي للتعاون الخارجي للاتحاد وتطوير السياسات عبر تشجيع تطوير القطاع الخاص، تطوير البنى التحتية، أمن الطاقة واستقرار البيئة. أثناء التدخل العسكري الروسي في أوكرانيا، أمر مجلس الاتحاد الأوروبي البنك بتوقيف إبرام صفقات مالية جديدة مع روسيا.

## المساهمون
المساهمون في بنك الاستثمار الأوروبي هم 28 عضو من دول الاتحاد الأوروبي، بينما حصة كل دولة تختلف حسب ثقلها الاقتصادي في الاتحاد الأوروبي (يظهر ذلك بوضوح في الناتج المحلي الاجمالي)، عند تأسيس البنك  كانت حصص رأس المال موزعة كالتالي:
| البلد              | رأس المال (مليون يورو.) | رأس المال (%) |
| ------------------ | ----------------------- | ------------- |
| ألمانيا            | 39,195                  | 16.1          |
| فرنسا              | 39,195                  | 16.1          |
| إيطاليا            | 39,195                  | 16.1          |
| المملكة المتحدة    | 39,195                  | 16.1          |
| إسبانيا            | 23,517                  | 9.7           |
| بلجيكا             | 10,865                  | 4.5           |
| هولندا             | 10,865                  | 4.5           |
| السويد             | 7,208                   | 3.0           |
| الدنمارك           | 5,501                   | 2.3           |
| النمسا             | 5,393                   | 2.2           |
| باقي أعضاء الاتحاد | 23,156                  | 9.5           |
| المجموع            | 243,284                 | 100           |

## المشاريع النشطة
- كروس ريل (بالإنجليزية: Crossrail)‏ ، المملكة المتحدة
- مانشستر مترو لينك (بالإنجليزية: Manchester Metrolink)‏ المرحلة 3 ، المملكة المتحدة
- نفق أوراسيا (بالإنجليزية: Eurasia Tunnel)‏ ، تركيا
- سكة الحديد مرمراي، تركيا

## وصلات خارجية
- الموقع الرسمي